# Darzbór (grupa konspiracyjna)
Darzbór – kryptonim grupy konspiracyjnej działającej w latach 1939–1948 w ramach placówki „Zagroda” funkcjonującej przy Leśnictwie Państwowym Emilianowo, w Puszczy Bydgoskiej.

## Działalność w czasie II wojny światowej
Grupa została założona jesienią 1939 r. z inicjatywy leśników z tego obszaru i funkcjonowała do końca 1948 r. Komendantem owej placówki był leśniczy Franciszek Wrembel ps. „Marcin”. W 1940 r. „Zagroda” podporządkowała się Związkowi Walki Zbrojnej, a następnie, Armii Krajowej. Wchodziła w skład Inspektoratu AK Bydgoszcz Powiat, następnie Delegatury Sił Zbrojnych i wreszcie odpowiednich struktur WiN (1945–1948).
Jesienią 1939 r. członkowie grupy zebrali na wyposażenie „Zagrody” część ekwipunku wojskowego (broni, amunicji) pozostałego na tym terenie po kampanii wrześniowej.
Celem działania „Zagrody” miała być pierwotnie dywersja i akcje zbrojne. Budowa w sąsiedztwie wielkich zakładów zbrojeniowych DAG Fabrik Bromberg oraz innych instalacji militarnych (poligon wyrzutni rakietowych, „Nebelwerfer” w miejscowości Kabat, magazyny amunicji na terenie Leśnictwa Brzoza, ośrodek rehabilitacyjny Wehrmachtu w Emilianowie, makieta fabryki DAG na terenie rewiru Leśnictwa Emilianowo i in.) spowodowała, że głównym jej zadaniem stał się wywiad i rozpoznanie. W przypadku DAG realizowano m.in. za pośrednictwem sekcji „Zagrody” „Ekspedycja”, działającej pod szefostwem Floriana Kaczmarka ps. „Oksza” na stacji kolejowej Emilianowo (obecnie Bydgoszcz Emilianowo). Współdziałano również z działającym na terenie DAG Obwodem AK, do którego łącznikiem był ppor. Franciszek Szymanowicz ps. „Leon”. Informacje z tego obszaru przekazywał również Schoenfeld, Niemiec z Saksonii, podoficer Wehrmachtu („Feldwebel”) stacjonujący w latach 1942–1944 na terenie DAG Bromberg, wrogo nastawiony do reżimu hitlerowskiego.

### Pomoc więźniom i jeńcom wojennym
Nieplanowanym zadaniem „Zagrody”, była pomoc jeńcom wojennym i więźniom zatrudnionym w DAG Fabrik Bromberg i w innych obiektach.
W 1940 roku Niemcy przystąpili do rozbudowy magistrali węglowej Śląsk – Gdynia. Na trasie Bydgoszcz Wschód – Nowa Wieś Wielka zatrudniali do tego brytyjskich żołnierzy, którzy trafili do niewoli we Francji. Grupa pracująca w Emilianowie liczyła ok. 200 żołnierzy. Przewodził im starszy sierżant – Max Makolm mieszkający przed wojną w miejscowości Inverness w Szkocji. Nie działała jeszcze wtedy pomoc brytyjska, cierpieli więc biedę, doskwierał im głód i inne niedostatki. Za pośrednictwem „Zagrody” dostarczano im żywność, lekarstwa, materiały opatrunkowe i sanitarne, odzież (byli wśród nich ranni) itp. Na dużą skalę włączyli się do tych działań mieszkańcy okolicznych wsi – Łażyna, Brzozy, Wypalenisk, Dobromierza, Leszyc, Nowej Wsi Wielkiej. Sami cierpieli w tym czasie skrajną nędzę, a dzielili się z sojusznikami swymi skromnymi zasobami. Podobną pomoc organizowano i dla innych grup jeńców i więźniów. W szczególności, we współdziałaniu z komórką AK z węzła kolejowego w Bydgoszczy aranżowano ją dla dziewcząt żydowskich dowożonych z obozu „Bromberg-Ost” do pracy w DAG. Było to szczególnie trudne ze względu na pilnujące je niezmiernie zajadłe niemieckie dozorczynie.

### Ukrywanie osób poszukiwanych
Ze względu na swoje położenie „Emilianowo” okazało się dogodną kryjówką dla osób ukrywających się przed Niemcami. Niektórzy przebywali tu kilka, kilkanaście dni, inni – dłużej. Owych uciekinierów przerzucano stąd po jakimś czasie do innych regionów. Niezbędne dokumenty wyrabiali: Ciszewski, sekretarz Urzędu Gminnego („Landratsamt”) w Bydgoszczy i Franciszek Biernat – fotograf.
W 1940 r. ukrywał się w Emilianowie ppor. Franciszek Szymanowicz ps. „Leon”, którego następnie ulokowano w DAG Fabrik Bromberg, powierzając mu zarazem funkcję łącznika „Zagrody” z tamtejszym obwodem AK. Podobnie, dłuższy czas chronił się tutaj przed Niemcami w 1941 r. Wawrzyniec Żbikowski ps. „Myśliwy” „Wala” (współorganizator Obwodu ZWZ Bydgoszcz Powiat) przerzucony następnie do Generalnego gubernatorstwa. Latem 1943 r. w emilianowskich lasach ukrywała się grupa Rosjan, do których dołączyło kilku Polaków. Wyposażeni z zasobów „Zagrody” utworzyli polsko-rosyjski oddział partyzancki rezydujący na terenie Leśnictwa Leszyce. Wiosną 1944 r. rozbiła go jednak jednostka „Jagdkomando”.
Zimą 1945 r. Bernard Mroziński ps. „Prus” sprowadził do Emilianowa dwóch brytyjskich oficerów, ppor. R.M. Woodsa, ps. „Ronni” oraz ppor. Richarda Strevensa, ps. „Krucyfiks”. Do Anglii mieli dotrzeć „szlakiem węglowym”. Jednak w wyniku zimowej ofensywy wojsk radzieckich, stało się to niemożliwe. W Emilianowie ukrywali się przed władzami sowieckimi, bowiem z uwagi na powiązanie z Akowskim podziemiem istniało realne niebezpieczeństwo aresztowania ich przez NKWD. W czerwcu 1945 r. Bernard Mroziński przeprowadził ich szlakiem kurierów przez Bałkany do Wielkiej Brytanii.
W miejscowości ukrywało się także kilku oficerów RAF uwolnionych ze Stalagu XXA w Toruniu, a wiosną 1945 r. członkowie oddziału partyzanckiego „Świerki II” po jego rozbiciu.

### Transfer oficerów RAF
Ważną formą działania placówki był udział w „przerzutach” do Anglii jeńców brytyjskich ze stalagu XX-A w Toruniu. W akcji tej kooperowały różne ogniwa AK, „Gryfa Pomorskiego”, dowództwo RAF (oficerem łącznikowym był por. Bernard Mroziński) oraz działająca na terenie obozu organizacja konspiracyjna.
W procesie tym niezmiernie ważną rolę odegrała „Akowska trójka” Józef Dąbrowski, Paweł Kotzbach, ps. „Paweł” i Edmund Ziółkowski, zatrudnionych, jako kierowcy w „Bauleitung II” DAG Fabrik Bromberg. Dowozili oni z tej firmy do Stalagu XXA różne produkty. W porozumieniu działającą tamże komórką konspiracyjną udawało się im niekiedy wyprowadzić z niego określonego oficera, którego przekazywano następnie do komórki Gryfa Pomorskiego w Gdyni. Tutaj przerzucano go „kanałem węglowym” do Szwecji, a dalej do północnej Norwegii, skąd kutrami rybackimi trafiał do Szkocji. W taki sposób uwolniono kilkunastu oficerów RAF. Należeli do nich m.in. porucznicy: Czesław Jan Poraj-Raczkiewicz, John Greig, Thomas Henry Cullen oraz mjr Albert Edward Hastin. Z tytułu tej działalności Paweł Kotzbach uhonorowany został Medalem RAF, Krzyżem Wojennym Wielkiej Brytanii, Krzyżem Kawalerskim OPP i innymi odznaczeniami (pozostali dwaj kierowcy zaginęli pod koniec wojny). Zdarzało się, że uwolnionego oficera trzeba było jakiś czas przechować w bezpiecznym ukryciu. W kilku przypadkach miało to miejsce w „Emilianowie”.

### Świerki II
Osobny rozdział w historii placówki zapisał oddział partyzancki „Świerki II” por. Alojzego Bruskiego (awansowanego pośmiertnie do st. kapitana), legendarnego dowódcy zgrupowania partyzanckiego „Bory”, „Cisy-100”, „Świerki” w Borach Tucholskich. W nocy z 29 na 30 kwietnia 1945 r. w leśniczówce Emilianowo został zaprzysiężony na Rotę AK oddział partyzancki „Świerki II” liczący 35 partyzantów (w tym 3 oficerów: por. Alojzy Bruski ps. „Buk”, ppor. Zbigniew Smoleński ps. „Żuraw”, ppor. Jerzy Wróblewski ps. „Kruk”). Oddział operował w Puszczy Bydgoskiej i na obszarach przyległych. „Emilianowo” było jego rejonem koncentracji oraz punktem kontaktowym z Obwodem i Inspektoratem w Bydgoszczy. Celem jego działań była ochrona ludności przed sowieckimi maruderami dokonującymi kradzieży, rabunków i mordów. Ważniejsze starcia „Świerków II” z grasantami sowieckimi miały miejsce 6 maja 1945 r. w okolicach Nowej Wsi Wielkiej, 6 lub 7 maja 1945 r. na terenie wsi Chrośna, 8 maja 1945 r. we wsi Pszczółczyn pod Łabiszynem, 13 maja 1945 r. w pobliżu Brzozy Bydgoskiej.

### Ostatnie walki i rozwiązanie jednostki
Ostatnia walka oddziału ze zmilitaryzowaną jednostką NKWD, w wyniku której został rozbity (poległ wówczas ppor. Jerzy Wróblewski), miała miejsce w połowie maja 1945 r. w miejscowości Kabat. Po rozbiciu oddziału jego członkowie ewakuowali się poprzez Leśnictwo Emilianowo. Niektórzy ukrywali się tu przez pewien czas, aż do znalezienia dla nich bezpiecznych kryjówek.
Do definitywnego rozwiązania „Świerków II” doszło w czerwcu 1945 r., po aresztowaniu przez UBP por. A. Bruskiego, ppor. Z. Smoleńskiego i innych. Wyrokiem Wojskowego Sądu Okręgowego w Poznaniu por. Alojzy Bruski i ppor. Zbigniew Smoleński skazani zostali na karę śmierci, inni członkowie oddziału – na kary wieloletniego pozbawienia wolności, np. Franciszka Przybolewskiego na 10 lat, Andrzeja Adamskiego na 7 lat.
W dniu 12 stycznia 1946 r. Bolesław Bierut odrzucił wniosek o ułaskawienie ppor. Z. Smoleńskiego i polecił Najwyższemu Sądowi Wojskowemu ponowne rozpatrzenie sprawy Bruskiego. Kolejny proces „Graba” odbył się 13 lipca 1946 r. przed WSO w Poznaniu. Decyzją składu sędziowskiego, któremu przewodniczył ppor. Ignacy Leszczar, por. A. Bruski został skazany na karę śmierci, natomiast Przybolewskiemu podwyższono karę do 15 lat pozbawienia wolności. Wyroki te wykonano z całą bezwzględnością – ppor. Zbigniew Smoleński został stracony w Bydgoszczy 21 lutego 1946 r., natomiast por. Alojzy Bruski 17 września 1946 r. we Wronkach. Alojzy Bruski został pochowany na cmentarzu komunalnym we Wronkach. Natomiast miejsca pochówku ppor. Jerzego Wróblewskiego i ppor. Zbigniewa Smoleńskiego nie są znane. Na cmentarzu Komunalnym przy ul. Kcyńskiej w Bydgoszczy jest jedynie jego symboliczna mogiła.

### Epilog
Franciszek Wrembel ps. „Marcin” został aresztowany przez gdański WUBP 17 listopada 1945 r. wraz z członkami Pomorskiego Sztabu AK pod zarzutem – sformułowanym przez oficera śledczego WUBP w Gdańsku Zbigniewa Śliwickiego – o to, „że w czasie po oswobodzeniu Polski do chwili aresztowania brał czynny udział w nielegalnym związku pod nazwą „Armia Krajowa A.K.”, mającym na celu obalenie demokratycznego ustroju Państwa Polskiego. Był członkiem okręgu bydgoskiego. Czyn ten stanowi przestępstwo przewidziane w art. 1 Dekr. O Ochr. Państwa”. W „procesie 37” przed WSR w Gdańsku (03.06-07.06.1946; Nr akt R 46/46), który odbył się w składzie: przewodniczący ppłk Piotr Parzeniecki, sędzia mjr Adam Gajewski i ławnik por. Jan Hubert Sąd odrzucił oskarżenie i uniewinnił oskarżonych od postawionego zarzutu. Był to zapewne werdykt bez precedensu w tamtych latach. Wyrok ten umożliwił „Marcinowi” powrót na stanowisko leśniczego w Emilianowie.
Działalność „Zagrody” ograniczyła się w latach 1945–1948 do ewidencji transportów kolejowych wywożonych przez stację kolejową Bydgoszcz Emilianowo urządzeń i materiałów z demontowanych przez armię sowiecką zakładów DAG Fabrik Bromberg. Po opuszczeniu terenu przez Armię Radziecką, 31 grudnia 1948 r. w leśniczówce Emilianowo rozwiązano placówkę WiN „Zagroda”.
Komendant Franciszek Wrembel zmarł w 8 czerwca 1972 r. w Leśnictwie Prądocin, które utworzył na nieużytkach i gruntach porolnych. Z tytułu działalności konspiracyjnej został pośmiertnie odznaczony Krzyżem Kawalerskim Orderu Odrodzenia Polski, Krzyżem AK i innymi odznaczeniami. Helena Wremblowa ps. „Marta” zamieszkała po śmierci męża w Bydgoszczy i tutaj zmarła 30 sierpnia 1997 r. Pochowana została z honorami wojskowymi obok małżonka na cmentarzu Nowofarnym w Bydgoszczy. Zostali tu pochowani również Florian Kaczmarek ps. „Oksza”, Bernard Mroziński, ps. „Prus”, Dionizy Szarafiński ps. „Dosiek” i inne osoby związane niegdyś z Placówką konspiracyjną „Zagroda” w Emilianowie.

## Pomnik na cześć grupy Darzbór
Wskutek zmiany struktury administracyjnej Lasów Państwowych i przyjęcia innej koncepcji gospodarowania nimi Leśniczówka Emilianowo okazała się niepotrzebna i w roku 1997 wyburzono ją. W miejscu, na którym się znajdowała jest obecnie tylko niewielka polana. Z inicjatywy inż. Janusza Kaczmarka – Dyrektora Regionalnej Dyrekcji Lasów Państwowych w Toruniu oraz staraniem leśników z Nadleśnictwa Bydgoszcz 1 września 2009 roku, odsłonięto przy prowadzącej do niej leśnej dróżce pomnik dla uczczenia pamięci grupy „Darzbór” i jej bohaterskich członków – „Na przyszłą rzeczy pamiątkę – Ad futuram rei memoriam”...